# Оленівка (Кам'янський район)
Оле́нівка — село в Україні, у Криничанській селищній громаді Кам'янського району Дніпропетровської області.
Населення — 161 мешканець.

## Географія
Село Оленівка знаходиться на правому березі річки Мокра Сура, у тому місці, де вона протікає по озеру Сурське, вище за течією на відстані 5 км розташоване село Світлогірське, нижче за течією на відстані 2,5 км — селище Сурське. На відстані 1,5 км розташоване село Промінь.

## Населення

### Мова
Розподіл населення за рідною мовою за даними перепису 2001 року:
| Мова       | Відсоток |
| ---------- | -------- |
| українська | 96,9 %   |
| російська  | 3,1 %    |